# Boreoiulus simplex
Boreoiulus simplex är en mångfotingart som beskrevs av Henri W. Brölemann 1921. Boreoiulus simplex ingår i släktet Boreoiulus och familjen pärlbandsfotingar. Inga underarter finns listade i Catalogue of Life.